# Itapuã do Oeste
Itapuã do Oeste este un oraș în Rondônia (RO), Brazilia.